# Joanne Greenberg
Joanne Greenberg (Brooklyn, New York, 24 september 1932) is een Amerikaans schrijfster. Enkele van haar boeken verschenen onder het pseudoniem Hannah Green.
Haar bekendste boek is I Never Promised You a Rose Garden uit 1964, in het Nederlands vertaald onder de titel Ik heb je nooit een rozentuin beloofd, een semi-autobiografische roman over een meisje met schizofrenie. In haar jeugd had Greenberg zelf een psychische aandoening. Haar boeken gaan meestal over minderheden, outsiders, mensen die afwijken van wat als normaal wordt beschouwd.